# Rio Salvador
Rio Salvador är ett periodiskt vattendrag i Brasilien.   Det ligger i delstaten Paraíba, i den östra delen av landet, 1 700 km nordost om huvudstaden Brasília.
Omgivningarna runt Rio Salvador är en mosaik av jordbruksmark och naturlig växtlighet. Runt Rio Salvador är det ganska tätbefolkat, med 116 invånare per kvadratkilometer.